# Llista de codis d'observatoris
Els observatoris astronòmics són llocs utilitzats per a l'observació d'esdeveniments celestes. Els codis d'observatoris són assignats pel Minor Planet Center (un servei de la Unió Astronòmica Internacional) per al seu ús en la catalogació de les observacions astromètriques dels objectes del sistema solar. La següent és una llista dels codis observatoris (les parts en cursiva no són part de la llista UAI; s'han afegit en diacrítics):

## 000-099
- 000: Greenwich, Anglaterra, Regne Unit (Observatori Reial de Greenwich)
- 001: Crowborough, Anglaterra, Regne Unit (Isaac Roberts)
- 002: Rayleigh, Chelmsford borough, Essex, Anglaterra (Observatori de Raleigh)
- 003: Montpeller, França (Observatori de la Babote)
- 004: Tolosa, França (Observatori de Tolosa de Llenguadoc)
- 005: Meudon, França (Observatori de Paris-Meudon)
- 006: Observatori Fabra, Barcelona, Espanya
- 007: Paris, França (Observatori de Paris)
- 008: Algiers-Bouzaréah, Algèria (CRAAG: Centre de Recherche en Astronomie, Astrophysique et Geophysique)
- 009: Berne-Uecht, Suïssa (Sternwarte Uecht, Solar Observatory at Uecht)
- 010: Caussols, França (CERGA: Centre de recherches en géodynamique et astrométrie)
- 011: Wetzikon, Suïssa (Sternwarte Wetzikon)
- 012: Uccle, Bèlgica (Reial Observatori de Bèlgica/Koninklijke Sterrenwacht van België)
- 013: Leiden, Països Baixos (Sterrewacht Leiden)
- 014: Marsella, França (Observatori de Marsella)
- 015: Utrecht, Països Baixos (Museum Sterrenwacht Sonnenborgh)
- 016: Besançon, França (Observatori de Besançon)
- 017: Hoher List, Alemanya (Observatorium Hoher List)
- 018: Düsseldorf-Bilk, Alemanya (Sternwarte Bilk)
- 019: Neuchâtel, Suïssa (Observatori Cantonal de Neuchâtel)
- 020: Niça, França (Observatori de Niça)
- 021: Karlsruhe, Alemanya (Sternwarte Karlsruhe)
- 022: Pino Torinese, Itàlia (Observatori Astronòmic de Torí)
- 023: Wiesbaden, Alemanya (Sternwarte Wiesbaden)
- 024: Heidelberg-Königstuhl, Alemanya (Landessternwarte Heidelberg-Königstuhl)
- 025: Stuttgart, Alemanya (Sternwarte Stuttgart)
- 026: Berne-Zimmerwald, Suïssa (Observatorium Zimmerwald)
- 027: Milà, Itàlia (Observatori Astronòmic de Brera)
- 028: Würzburg, Alemanya (Sternwarte der Universität Würzburg)
- 029: Hamburg-Bergedorf, Alemanya (Hamburger Sternwarte)
- 030: Observatori d'Arcetri, Florence, Itàlia (Observatori Astrofisico d'Arcetri)
- 031: Sonneberg, Alemanya (Sternwarte Sonneberg)
- 032: Jena, Alemanya (Astrophysikalisches Institut und Universitäts-Sternwarte Jena)
- 033: Observatori de Karl Schwarzschild, Tautenburg, Alemanya (Karl-Schwarzschild-Observatorium)
- 034: Observatori de Monte Mario, Roma, Itàlia (Observatori Astronòmic de Roma Sede de Monte Mario)
- 035: Copenhagen (Observatori de la Universitat de Copenhagen, Københavns Universitet Astronomisk Observatorium), Dinamarca
- 036: Castel Gandolfo, Vatican City (Specola Vaticana)
- 037: Observatori de Collurania, Teramo, Itàlia (Observatori Astronòmic de Collurania-Teramo)
- 038: Trieste, Itàlia (Observatori Astronòmic de Trieste)
- 039: Lund, Suècia (Lunds Universitet Institutionen för astronomi, Observatori de Lund)
- 040: Institut Lohrmann, Dresden, Alemanya
- 041: Innsbruck, Àustria (Universitäts-Sternwarte Innsbruck)
- 042: Potsdam, Alemanya (Einstein Tower)
- 043: Observatori Astrofísic d'Asiago, Padua, Itàlia (Observatori Astrofísic d'Asiago)
- 044: Observatori de Capodimonte, Nàpols, Itàlia (Observatori Astronòmic de Capodimonte)
- 045: Viena (des del 1879), Àustria (Universitäts-Sternwarte Wien)
- 046: Observatori de Kleť, České Budějovice, República Txeca (Hvězdárna Kleť)
- 047: Poznań, Polònia (Obserwatorium Astronomiczne Uniwersytet im. Adama Mickiewicza w Poznaniu, Observatori de Poznań)
- 048: Hradec Králové, República Txeca (Hvězdárna Hradec Králové)
- 049: Uppsala-Kvistaberg, Suècia (Kvistabergs Observatorium)
- 050: Stockholm (abans del 1931), Suècia (Observatori de Stockholm)
- 051: Cap, Sud-àfrica (Observatori Reial del Cap de Bona Esperança)
- 052: Stockholm-Saltsjöbaden (des del 1931), Suècia (Stockholms observatorium, Saltsjöbaden Observatory)
- 053: Observatori de Konkoly, Budapest (des del 1934), Hongria (Konkoly Obszervatórium)
- 054: Brorfelde, Dinamarca (Brorfelde Observatoriet)
- 055: Kraków (Cracòvia), Polònia (Observatori de Kraków)
- 056: Skalnaté Pleso, Eslovàquia (Observatori Skalnaté pleso)
- 057: Belgrad, Serbia (Observatori Astronòmic Belgrad (AOB); Астрономске опсерваторије у Београду; Astronomske opservatorije u Beogradu)
- 058: Königsberg, Imperi Alemany (abans del 1944)
- 059: Lomnický štít (Lomnický peak, Eslovàquia)
- 060: Warsaw-Ostrowik, Polònia (Observatori de la Universitat de Varsòvia)
- 061: Uzhgorod, Ucraïna
- 062: Turku, Finlàndia (Observatori de Iso-Heikkilä, Universitat de Turku; Observatori de Turun, Turun yliopisto)
- 063: Turku-Tuorla, Finlàndia (Observatori de Tuorla, Universitat de Turku; Observatori de Tuorlan, Turun yliopisto)
- 064: Turku-Kevola, Finlàndia (Observatori de Kevola, Universitat de Turku; Kevolan tähtitorni, Turun yliopisto)
- 065: Traunstein, Alemanya
- 066: Atenes, Grècia (Observatori Nacional d'Atenes)
- 067: Observatori de la Universitat de Lvov, Ucraïna
- 068: Institu Politècnic de Lvov, Ucraïna
- 069: Baldone, a prop de Riga, Letònia
- 070: Vilno (abans del 1883), Imperi Rus
- 071: NAO Rozhen, Smolyan, Bulgària (Observatori Astronòmic Nacional de Bulgària, també anomentat Observatori Astronòmic Nacional de Rozhen)
- 072: Observatori de Scheuren, Alemanya
- 073: Bucarest, Romania
- 074: Observatori de Boyden, Bloemfontein, Sud-àfrica
- 075: Tartu, Estònia (Observatori de Tartu)
- 076: Johannesburg-Hartbeespoort, Sud-àfrica (Observatori Annex d'Union, Hartbeespoort)
- 077: Yale-Columbia Station, Johannesburg, Sud-àfrica (Yale-Columbia Southern Station, 1925–1951[1])
- 078: Johannesburg, Sud-àfrica (Observatori d'Union)
- 079: Observatori de Radcliffe, Pretòria, Sud-àfrica
- 080: Istanbul, Turquia
- 081: Estació de Leiden, Johannesburg, Sud-àfrica (Estació del Sud de Leiden, Hartbeespoort)
- 082: St. Pölten , Àustria
- 083: Golosseevo-Kiev, Ucraïna
- 084: Observatori de Pulkovo, Rússia
- 085: Kiev, Ucraïna
- 086: Odessa, Ucraïna
- 087: Helwan, Egipte
- 088: Kottomia, Egipte
- 089: Nikolaev, Ucraïna (Observatori Astronòmic de Nikolaev)
- 090: Mainz, Alemanya
- 091: Observatori de Nurol, Aurec sur Loire, França
- 092: Torun-Piwnice, Polònia (Piwnice Obserwatorium Astronomiczne; Observatori Astronòmic de Piwnice)
- 093: Skibotn, Noruega
- 094: Crimea-Simeiz, Ucraïna (Observatori d'Astrofísica de Crimea-Simeiz)
- 095: Crimea-Nauchnij, Ucraïna (Observatori Astrofísic de Crimea-Nauchnij)
- 096: Merate, Itàlia
- 097: Observatori de Wise, Mitzpeh Ramon, Israel
- 098: Observatori d'Asiago, Cima Ekar, Itàlia (Stazione osservativa di Asiago Cima Ekar)
- 099: Lahti, Finlàndia (Observatori de Lahti Ursa; Lahden Ursan tähtitorni)

## 100-199
- 100: Ähtäri, Finlàndia
- 101: Kharkov, Ucraïna (Observatori Astronòmic Nacional de la Universitat de Kharkov, Астрономiчна обсерваторiя Харкiвського нацiонального унiверситету, o també ХАО, Харкiвська астрономiчна обсерваторiя)
- 102: Zvenigorod, Rússia
- 103: Ljubljana, Eslovènia
- 104: San Marcello Pistoiese, Itàlia (Osservatorio Astronomico della Montagna Pistoiese, Observatori Astronòmic de les Muntanyes Pistoia; o també Osservatorio di Pian dei Termini, Observatori de Pian dei Termini)
- 105: Moscou, Rússia
- 106: Observatori de Črni Vrh Observatory, Eslovènia (Observatorij Črni Vrh)
- 107: Cavezzo, Itàlia (Observatori Astronòmic "Geminiamo Montanari")
- 108: Montelupo, Itàlia (Observatori de Montelupo)
- 109: Algiers-Kouba, Algèria
- 110: Rostov, Rússia
- 111: Observatori de Piazzano, Florència, Itàlia
- 112: Observatori de Pleiade, Verona, Itàlia
- 113: Volkssternwarte Drebach, Schönbrunn, Alemanya
- 114: Observatori d'Engelhardt, Estació de Zelenchukskaya Unitskaya, Rússia (Observatori de la Universitat de Kazan (Обсерватория Казанского Университета); Observatori Astronòmic V. P. Engelhardt (Астрономическая Обсерватория им. В. П. Энгельгардта))
- 115: Zelenchukskaya Unitskaya, Rússia (Observatori Especial d'Astrofísica (SAO); Специальная астрофизическая обсерватория (САО))
- 116: Giesing, Alemanya (München-Giesing)
- 117: Sendling, Múnic, Alemanya
- 118: Observatori Astronòmic i Geofísic, Modra, Eslovàquia (Astronomické observatórium Modra, Modra Observatory)
- 119: Abastuman, Geòrgia
- 120: Observatori de Višnjan, Croàcia (Zvjezdarnica Višnjan)
- 121: Universitat de Kharkov, Estació de Chuguevskaya, Ucraïna
- 122: Observatori de Pises, França (Observatoire des Pises)
- 123: Byurakan, Armènia
- 124: Castres, França (Observatori de Castres)
- 125: Tbilisi, Geòrgia
- 126: Monte Viseggi, Itàlia (Observatori Astronòmic de Monte Viseggi)
- 127: Bornheim, Alemanya
- 128: Saratov, Rússia (Universitat Estatal de Saratov)
- 129: Ordubad, Azerbaijan
- 130: Lumezzane, Itàlia (Observatori Astronòmic "Serafino Zani")
- 131: Observatori de l'Ardèche, França
- 132: Bédoin, França (Observatori de Bédoin)
- 133: Les Tardieux, França
- 134: Groszschwabhausen
- 135: Kasan, Rússia
- 136: Observatori d'Engelhardt, Kasan, Rússia (Observatori de la Universitat de Kazan (Обсерватория Казанского Университета); Observatori Astronòmic de V. P. Engelhardt (Астрономическая Обсерватория им. В. П. Энгельгардта))
- 137: Observatori de Givatayim, Israel
- 138: Village-Neuf, França
- 139: Antibes, França
- 140: Augerolles, França
- 141: Hottviller, França (Observatori de Hottviller)
- 142: Sinsen, Alemanya
- 143: Gnosca, Suïssa (Observatori Astronòmic de Gnosca)
- 144: Bray i Lu, França
- 145: 's-Gravenwezel, Bèlgica
- 146: Frignano, Itàlia
- 147: Observatori Astronòmic de Suno, Itàlia ([Observatori Astronòmic Galileo Galilei http://www.apan.it/index3.asp])
- 148: Guitalens, França (Observatori de Guitalens)
- 149: Beine-Nauroy, França
- 150: Maisons Laffitte, França
- 151: Observatori d'Eschenberg, Winterthur, Suïssa (Sternwarte Eschenberg)
- 152: Observatori Astronòmic de Moletai, Lituània (MAO; Molėtų astronomijos observatorija)
- 153: Stuttgart-Hoffeld, Alemanya
- 154: Cortina, Itàlia (Cortina d'Ampezzo, Associazione Astronomica Cortina: Observatori Astronòmic del Col Drusciè "Helmut Ullrich")
- 155: Observatori d'Ole Romar, Aarhus
- 156: Observatori d'Astrofísica de Catania, Sicília, Itàlia
- 157: Frasso Sabino (Observatori Astronòmic Virginio Cesarini - Frasso Sabino, Itàlia)
- 158: Promiod (Observatori Dalai Lama di Promiod, Itàlia)
- 159: Monte Agliale (Observatori Astronòmic de Monte Agliale, Itàlia)
- 160: Castelmartini Arxivat 2018-12-22 a Wayback Machine., Itàlia
- 161: Observatori de Cerrina Tololo, Itàlia
- 162: Potenza, Itàlia
- 163: Observatori de Roeser, Luxemburg
- 164: St. Michel sur Meurthe, França
- 165: Observatori de Piera, Barcelona, Espanya (Observatori Astronomic de Piera)
- 166: Úpice, República Txeca (Hvězdárna v Úpici)
- 167: Observatori de Bülach, Suïssa
- 168: Kourovskaya, Rússia
- 169: Observatori d'Airali, Itàlia
- 170: Observatori de Begues, Espanya
- 171: Observatori de Flarestar, San Gwann, Malta
- 172: Onnens, Suïssa
- 173: St. Clotilde, Réunion, França (Observatori Sainte-Clotilde)
- 174: Observatori de Nyrölä, Jyväskylä, Finlàndia (Nyrölän observatorio)
- 175: Observatori de F.-X. Bagnoud, St-Luc, Suïssa (Observatori de Bagnoud)
- 176: Observatori Astronòmic de Consell, Consell, Mallorca, Espanya (Observatori de Consell)
- 177: Le Cres, França
- 178: Collonges, França
- 179: Monte Generoso, Suïssa
- 180: Mauguio, França
- 181: Observatori de Makes, Saint-Louis, Réunion, França
- 182: St. Paul, Réunion, França
- 183: Observatori de Starlab, Karachay-Cherkessia, Rússia
- 184: Observatori de Valmeca, Puimichel, França
- 185: Observatori Astronòmic de Jurassien-Vicques, Suïssa
- 186: Kitab, Mt. Maydanak, Uzbekistan
- 187: Observatori Astrogeodinàmic de Borowiec, Borowiec, Polònia
- 188: Majdanak, Uzbekistan
- 189: Gènova (abans del 1967), Suïssa
- 190: Gissar, Tajikistan
- 191: Dushanbe, Tajikistan
- 192: Tashkent, Uzbekistan
- 193: Sanglok, Tajikistan
- 194: Tivoli, Namibia
- 195: Observatori d'Untermenzing, Múnic, Alemanya
- 196: Homburg-Erbach, Alemanya
- 197: Bastia, Itàlia
- 198: Wildberg (Observatorium Wildberg, Alemanya) «Enllaç».
- 199: Buthiers (Observatori de Buthiers, França)

## 200-299
- 200: Observatori de Beersel Hills
- 201: Observatori de Jonathan B. Postel, Bareggio, Itàlia
- 202: Observatori de Tamaris, La Seyne sur Mer
- 203: Observatori de GiaGa
- 204: Observatori de Schiaparelli
- 205: Obs. Casalecchio di Reno, Bologna
- 206: Observatori de Haagaar, Eina
- 207: Observatori d'Antonio Grosso
- 208: Rivalta
- 209: Observatori d'Asiago, Cima Ekar-ADAS (Asiago-DLR Asteroid Survey)
- 210: Alma-Ata
- 211: Scandicci
- 212: Observatori La Dehesilla
- 213: Observatori Montcabre
- 214: Observatori de Garching
- 215: Buchloe
- 216: Observatori de Côtes de Meuse, França
- 217: Assah
- 218: Hyderabad
- 219: Japal-Rangapur
- 220: Observatori de Vainu Bappu, Kavalur, India
- 221: Observatori d'IAS, Hakos
- 222: Yerres-Canotiers
- 223: Madras, India (Institut Índi d'Astrofísica, Observatori de Madras)
- 224: Ottmarsheim
- 225: Observatori de Northwood Ridge, Northwood, New Hampshire, EUA
- 226: Observatori de Guido Ruggieri, Padua
- 227: Observatori d'OrbitJet, Colden
- 228: Observatori de Bruno Zugna, Trieste
- 229: Observatori Astronòmic de G. C. Gloriosi, Salerno
- 230: Observatori de Mt. Wendelstein
- 231: Vesqueville
- 232: Observatori de Masquefa
- 233: Observatori Astronòmic de Sauro Donati, San Vito
- 234: Observatori de Coddenham
- 235: Observatori de CAST, Talmassons
- 236: Tomsk
- 237: Baugy
- 238: Observatori Òptic de Grorudalen
- 239: Observatori de Michael Adrian, Trebur
- 240: Herrenberg Sternwarte
- 241: Schaerding
- 242: Varennes
- 243: Observatori d'Umbrella
- 244: Observatori d'Ocultació Geocèntrica
- 245: Telescopi Espacial Spitzer (Observatori espacial)
- 246: Observatori de Kleť-KLENOT
- 247: Roving Observer
- 248: Hipparcos (Observatori espacial - inactiu)
- 249: SOHO (observatori espacial)
- 250: Hubble Space Telescope (observatori espacial)
- 251: Observatori d'Arecibo, Puerto Rico, EUA
- 252: Goldstone DSS 13, Fort Irwin, Califòrnia, EUA (Goldstone Deep Space Communications Complex)
- 253: Goldstone DSS 14, Fort Irwin, Califòrnia, EUA (Goldstone Deep Space Communications Complex)
- 254: Haystack, Westford, Massachusetts, EUA (Observatori de Haystack)
- 255: Evpatoria, Ucraïna
- 256: Telescopi de Green Bank, West Virginia, EUA
- 257: Goldstone DSS 25, Fort Irwin, Califòrnia, EUA (Goldstone Deep Space Communications Complex)
- 260: Observatori de Siding Spring-DSS, Siding Spring, Nova Gal·les del Sud, Austràlia (Digital Sky Survey)
- 261: Palomar Mountain-DSS, Califòrnia, EUA (Palomar Observatory - Digital Sky Survey)
- 262: Observatori Europeu Austral (ESO), La Silla-DSS, Xile (Observatori de La Silla - Digital Sky Survey)
- 285: Observatori de Flammarion, Juvisy
- 286: Observatori de Yunnan
- 290: Mt. Graham-VATT, Arizona, EUA (Vatican Advanced Technology Telescope)
- 291: LPL/Spacewatch II
- 292: Burlington, Nova Jersey, EUA
- 293: Burlington remote site, Nova Jersey, EUA
- 294: Observatori d'Astrofísica del College of Staten Island, Staten Island, Nova York, EUA
- 295: Observatori de la Universitat Catòlica, Washington D.C., EUA
- 296: Observatori de Dudley (després 1893), Schenectady, Nova York, EUA
- 297: Middlebury, Vermont, EUA (Observatori de Middlebury College)
- 298: Observatori de Van Vleck, Middletown, Connecticut, EUA
- 299: Observatori de Bosscha, Lembang, Indonèsia

## 300-399
- 300: Bisei Spaceguard Center - BATTeRS, Okayama, Japó
- 301: Mont Mégantic, Québec, Canadà (Observatori de Mont Mégantic)
- 302: Estació de la Universitat dels Andes, Veneçuela (encara no està construït)
- 303: Mérida, Veneçuela (Observatori Astronòmic Nacional de Llano del Hato)
- 304: Observatori de Las Campanas, Xile
- 305: Muntanya Porpre, Estació de l'Illa de Hainan
- 306: Observatori Taya Beixo, Barquisimeto
- 309: Cerro Paranal, Xile (Observatori de Paranal)
- 312: Estació de camp de Tsingtao, Xisha Islands
- 318: Quinns Rock
- 319: Observatori de Perth, Perth-Telescopi Lowell
- 320: Observatori de Chiro
- 321: Craigie
- 322: Observatori de Perth, Bickley-MCT
- 323: Observatori de Perth, Bickley
- 324: Observatori de Peking, Estació de Shaho
- 327: Observatori de Peking, Estació de Xinglong (Estació de Xinglong (NAOC))
- 330: Observatori de la Muntanya Porpre, Nanking
- 333: Observatori de Desert Eagle, Arizona, EUA
- 334: Tsingtao
- 337: Sheshan, anteriorment Zô-Sé
- 340: Toyonaka
- 341: Akashina
- 342: Shishikui
- 343: Younchun
- 344: Observatori d'Astronomia Òptica de Bohyunsan (BOAO)
- 345: Observatori d'Astronomia Òptica de Sobaeksan
- 346: Observatori Astronòmic de KNUE
- 347: Utsunomiya-Imaizumi
- 348: Ayabe
- 349: Ageo
- 350: Kurohone
- 351: Sakamoto
- 352: Konan
- 353: Nishi Kobe
- 354: Kawachi
- 355: Hadano
- 356: Kogota
- 357: Shimotsuma
- 358: Nanyo
- 359: Wakayama
- 360: Kuma Kogen, Ehime, Japó
- 361: Sumoto
- 362: Observatori de Ray
- 363: Yamada
- 364: Estació de YCPM Kagoshima
- 365: Observatori d'Uto
- 366: Observatori de Miyasaka
- 367: YatsRegne Unita
- 368: Ochiai
- 369: Chichibu
- 370: Kochi
- 371: Tòquio-Okayama (Observatori d'Astrofísica d'Okayama de l'Observatori de Tòquip) (OAO)
- 372: Observatori de Geisei
- 373: Oishi
- 374: Observatori de Minami-Oda
- 375: Uzurano
- 376: Uenohara
- 377: Observatori de Kwasan, Universitat de Kyoto, Kyoto (Observatoris de Kwasan i Hida)
- 378: Murou
- 379: Hamamatsu-Yuto
- 380: Ishiki
- 381: Tòquio-Kiso (Observatori de Kiso, Universitat de Tòquio, Nagano)
- 382: Tòquio-Norikura (Observatori de Norikura de l'Observatori Astronòmic de Tòquio)
- 383: Chirorin
- 384: Shimada
- 385: Observatori de Nihondaira
- 386: Yatsugatake-Kobuchizawa
- 387: Tòquio-Dodaira (Observatori de Dodaira de l'Observatori Astronòmic de Tòquio)
- 388: Tòquio-Mitaka (Observatori Astronòmic Nacional, Mitaka, Tòquio)
- 389: Tòquio (abans del 1938) (Observatori Astrònomic de Tòquio)
- 390: Utsunomiya
- 391: Observatori de Sendai, Estació d'Ayashi
- 392: Estació de JCPM Sapporo
- 393: Estació de JCPM Sakura
- 394: Estació de JCPM Hamatonbetsu
- 395: Tòquio-Asahikawa
- 396: Asahikawa
- 397: Sapporo Science Center, Hokkaido, Japó
- 398: Nagatoro
- 399: Kushiro

## 400-499
- 400: Observatori de Kitami
- 401: Oosato
- 402: Observatori Astronòmic de Dynic
- 403: Kani
- 404: Yamamoto
- 405: Kamihoriguchi
- 406: Bibai
- 407: Kahoku
- 408: Nyukasa Unitasa
- 409: Kiyose i Mizuho
- 410: Sengamine (Observatori de Sengamine, Hyōgo, Japó)
- 411: Oizumi, Gunma, Japó
- 412: Iwaki
- 413: Observatori de Siding Spring, Siding Spring, Austràlia
- 414: Mount Stromlo, Austràlia (Observatori de Mount Stromlo)
- 415: Kambah, prop Canberra, Austràlia (Observatori de Kambah)
- 416: Barton, prop Canberra, Austràlia
- 417: Observatori Astronòmic de Yanagida
- 418: Tamworth
- 419: Windsor
- 420: Sydney, Austràlia
- 421: Mt. Kajigamori, Otoyo, Austràlia
- 422: Loomberah
- 423: North Ryde
- 424: Macquarie, prop Canberra, Austràlia
- 425: Observatori de Taylor Range, Brisbane, Austràlia
- 426: Woomera, Austràlia
- 427: Stockport
- 428: Reedy Creek
- 429: Hawker
- 430: Observatori de Rainbow, prop Coonabarabran, Austràlia
- 431: Observatori de Mt. Tarana, Bathurst
- 432: Boambee
- 433: Observatori de Bagnall Beach
- 434: S. Benedetto Po
- 435: Observatori Astronòmic de G. Colombo, Padua
- 436: Observatori de Livergnano
- 437: Haverford
- 438: Observatori de Smith College, Northampton, Massachusetts, EUA
- 439: ROTSE-III, Los Alamos, Nou Mèxic, EUA
- 440: Observatori d'Elginfield, Ontario, Canadà
- 441: Swilken Brae, St. Andrews
- 442: Observatori de Gualba
- 443: Obs. Astronòmic Plomer, Buenos Aires, Argentina
- 444: Observatori de Star Cruiser, Anza, Califòrnia, EUA
- 445: Observatori d'Ontinyent
- 446: Observatori de Kingsnake, Seguin, Texas, EUA
- 447: Observatori de Centennial
- 448: Observatori de Desert Moon, Las Cruces, Nou Mèxic, EUA
- 449: Observatori de Griffin Hunter, Bethune, Carolina del Sud, EUA
- 450: Observatori de Carla Jane, Charlotte
- 451: Observatori de West Skies, Mulvane, Kansas, EUA
- 452: Observatori de Big Cypress
- 453: Observatori de Edwards Raven
- 454: Observatori de Maryland Space Grant Consortium
- 455: CBA Concord
- 456: Observatori de Daventry
- 457: Partizanske
- 458: Observatori de Guadarrama
- 459: Observatori de Smith River, Danbury
- 460: Observatori de Area 52, Nashville, Arkansas, EUA
- 461: Universitat de Szeged, Piszkéstető Stn. (Konkoly)
- 462: Observatori de Mount Belleview
- 463: Observatori de Sommers-Bausch, Boulder, Colorado, EUA
- 464: Observatori de Toby Point, Narragansett, Rhode Island, EUA
- 465: Takapuna
- 466: Observatori de Mount Molehill, Auckland, New Zealand
- 467: Observatori d'Auckland, Auckland, New Zealand (Stardome Observatory)
- 468: Observatori Astronòmic, Campo Catino (Observatori Astronòmic de Campo Catino)
- 469: Courroux
- 470: Ceccano
- 471: Houstrup
- 472: Merlette
- 473: Remanzacco
- 474: Observatori de Mount John, Llac Tekapo, Nova Zelanda (Observatori de la Universitat de Mount John)
- 475: Observatori de Torí (abans del 1913), Itàlia
- 476: Observatori de Grange Arxivat 2011-08-17 a Wayback Machine., Bussoleno, Itàlia
- 477: Galleywood
- 478: Lamalou-les-Bains
- 479: Sollies-Pont
- 480: Cockfield
- 481: Moorwarfen
- 482: St. Andrews
- 483: Observatori de Carter, Estació de Black Birch
- 484: Happy Valley, Wellington
- 485: Observatori de Carter, Wellington
- 486: Palmerston North
- 487: Observatori de Macnairston
- 488: Newcastle upon Tyne
- 489: Hemingford Abbots
- 490: Wimborne Minster
- 491: Centre Astronòmic de Yebes, Espanya
- 492: Mickleover
- 493: Observatori de Calar Alto
- 494: Stakenbridge
- 495: Altrincham
- 496: Bishopstoke
- 497: Ascot-Loudwater
- 498: Earls Barton
- 499: Cheam

## 500-599
- 500: Geocentric
- 501: Herstmonceux
- 502: Colchester
- 503: Cambridge
- 504: Le Creusot, França
- 505: Simon Stevin
- 506: Bendestorf
- 507: Nyenheim
- 508: Zeist
- 509: La Seyne sur Mer
- 510: Siegen
- 511: Observatori de Haute-Provence, França
- 512: Leiden (abans del 1860)
- 513: Lyons
- 514: Mundenheim (1907-1913)
- 515: Volkssternwarte Dhaun, prop de Kirn
- 516: Hamburg (abans 1909), Imperi Alemany
- 517: Gènova (del 1967), Suïssa
- 518: Observatori de Marine, Hamburg
- 519: Meschede
- 520: Bonn
- 521: Bamberg
- 522: Observatori d'Estrasbourg (Observatoire de Strasbourg)
- 523: Frankfurt
- 524: Mannheim
- 525: Marburg, Alemanya
- 526: Kiel
- 527: Altona
- 528: Göttingen
- 529: Christiania
- 530: Lübeck
- 531: Collegio Romano, Roma, Itàlia (Observatori del Collegio Romano)
- 532: Munic, Alemanya (Universitäts-Sternwarte München, Bogenhausener Sternwarte; o també Königlichen Sternwarte zu Bogenhausen)
- 533: Padua
- 534: Leipzig (des del 1861)
- 535: Palermo (Observatori Astronòmic de Palermo "Giuseppe S. Vaiana", Sicília)
- 536: Berlin-Babelsberg (Observatori de Berlin després del 1913)
- 537: Observatori d'Urania, Berlin (Urania Sternwarte)
- 538: Pola, Croàcia (Kaiserlichen und Koniglichen Kriegsmarine Pola Sternwarte; Observatori Naval [i Reial] de l'Imperi Austrohongarès a Pola, ara Pula, Croàcia)
- 539: Kremsmünster Arxivat 2000-08-17 a Wayback Machine.
- 540: Linz (Observatori de Davidschlag; Observatori Privat de Meyer/Obermair; Sternwarte Davidschlag, Àustria)
- 541: Observatori de Praga
- 542: Falkensee
- 543: Leipzig (abans del 1861), Imperi Alemany
- 544: Observatori de Wilhelm Foerster, Berlin (Wilhelm-Foerster-Sternwarte)
- 545: Observatori de Viena (abans del 1879), Àustria-Hongria
- 546: Observatori d'Oppolzer, Viena
- 547: Breslau
- 548: Berlin (1835-1913) (Berliner Sternwarte, Observatori de Berlin, abans del 1913)
- 549: Uppsala (Observatori Astronòmic d'Uppsala (UAO); Astronomiska observatoriet i Uppsala)
- 550: Schwerin
- 551: Hurbanovo, anteriorment O'Gyalla
- 552: Observatori S. Vittore, Bologna, Itàlia (Observatori de San Vittore)
- 553: Chorzów
- 554: Observatori de Burgsolms, Wetzlar
- 555: Cracow-Fort Skała
- 556: Reintal, prop de Munich
- 557: Observatori d'Ondřejov (Observatoř Ondřejov, República Txeca)
- 558: Varsòvia
- 559: Serra La Nave
- 560: Madonna di Dossobuono (Observatore de Madonna di Dossobuono, Itàlia)
- 561: estació de Piszkéstető. (Konkoly) (Piszkéstető Station, Konkoly Obszervatórium, Budapest)
- 562: Observatori de Figl, Viena
- 563: Seewalchen
- 564: Herrsching
- 565: Bassano Bresciano (Observatori Astronòmic de Bassano Bresciano, Itàlia)
- 566: Haleakala-NEAT/GEODSS, Hawaii, EUA
- 567: Chions, Itàlia (Osservatorio di Chions - Observatori de Chaonis)
- 568: Observatori de Mauna Kea, Hawaii, EUA
- 569: Helsinki
- 570: Vilnius (des del 1939)
- 571: Cavriana, Itàlia (Observatori "Giordano Bruno")
- 572: Colònia
- 573: Eldagsen
- 574: Gottolengo
- 575: La Chaux de Fonds
- 576: Burwash
- 577: Observatori de Metzerlen
- 578: Observatori de Linden
- 579: Novi Ligure
- 580: Graz
- 581: Sedgefield
- 582: Orwell Park
- 583: Odessa-Mayaki
- 584: Leningrad
- 585: Estació de cometes de Kiev
- 586: Pic du Midi (Observatori del Pic de Midi, França)
- 587: Sormano (Observatori Astronòmic Sormano, Itàlia)
- 588: Eremo di Tizzano
- 589: Santa Lucia Stroncone", Itàlia (Observatori Astromètric de Santa Lucia Stroncone)
- 590: Metzerlen
- 591: Observatori de Resse
- 592: Solingen, Alemanya
- 593: Monte Argentario
- 594: Monte Autore
- 595: Farra d'Isonzo (Observatori Astronòmic de Farra d'Isonzo, Itàlia)
- 596: Colleverde di Guidonia (Observatori Colleverde di Guidonia, Itàlia)
- 597: Springe
- 598: Loiano (Observatori Astronòmic de Loiano, Itàlia)
- 599: Campo Imperatore-CINEOS (Observatori de Campo Imperatore, Itàlia)

## 600-699
- 600: Observatori de TLC, Bolònia
- 601: Observatori d'Engelhardt, Dresden
- 602: Observatori d'Urania, Viena
- 603: Bothkamp, prop de Kiel, Alemanya (Sternwarte Bothkamp, Bothkamp Observatory)
- 604: Archenhold Sternwarte, Berlin-Treptow
- 605: Marl
- 606: Norderstedt
- 607: Observatori de Hagen, Ronkhausen
- 608: Haleakala-AMOS, Hawaii, EUA
- 609: Observatori de Polino
- 610: Pianoro
- 611: Starkenburg Sternwarte, Heppenheim (Observatori de Starkenburg)
- 612: Lenkerbeck
- 613: Heisingen
- 614: Soisy-sur-Seine
- 615: St. Véran Arxivat 1997-07-08 at Archive.is
- 616: Brno
- 617: Arbonne-la-Forêt
- 618: Martigues
- 619: Sabadell
- 620: Observatori Astronòmic de Mallorca
- 621: Observatori de Bergisch Gladbach
- 622: Oberwichtrach
- 623: Liège
- 624: Dertingen
- 625: Kihei-AMOS Remote Maui Experimental Site, Hawaii, EUA
- 626: Geel
- 627: Blauvac
- 628: Mülheim-Ruhr Arxivat 2020-02-23 a Wayback Machine.
- 629: Observatori de Szeged, Szeged, Hongria Observatori de JATE
- 630: Osenbach
- 631: Hamburg-Georgswerder
- 632: San Polo A Mosciano
- 633: Romito
- 634: Crolles
- 635: Pergignan
- 636: Observatori d'Essen o també Observatori de Walter Hohmann, Alemanya
- 637: Hamburg-Himmelsmoor
- 638: Detmold
- 639: Dresden
- 640: Senftenberger Sternwarte
- 641: Overberg
- 642: Oak Bay, Victoria
- 643: Observatori d'OCA-Anza, Anza, Califòrnia, EUA
- 644: Palomar Mountain/NEAT, Califòrnia, EUA (Observatori de Palomar)
- 645: Apache Point-Sloan Digital Sky Survey, Sunspot, Nou Mèxic, EUA (Observatori d'Apache Point)
- 646: Observatori de Santana, Rancho Cucamonga, Califòrnia, EUA
- 647: Observatori de Stone Finder, Calgary, Canadà
- 648: Observatori de Winer, Sonoita, Arizona, EUA
- 649: Observatori de Powell, Louisburg, Kansas, EUA
- 650: Temecula, Califòrnia, EUA
- 651: Observatori de Grasslands, Tucson, Arizona, EUA
- 652: Observatori de Rock Finder, Calgary, Canadà
- 653: Observatori de Torus, Buckley
- 654: Observatori de Table Mountain, Wrightwood-PHMC, Califòrnia, EUA
- 655: Sooke
- 656: Victoria
- 657: Observatori de Climenhaga, Victoria, British Columbia, Canadà
- 658: National Research Council of Canada (Observatori de Domini d'Astrofísica, Saanich, Colòmbia Britànica, Canadà)
- 659: Observatori de Heron Cove, Orcas', Washington, EUA
- 660: Observatori de Leuschner, Berkeley, Califòrnia, EUA
- 661: Observatori d'Astrofísica de Rothney, Priddis, Alberta, Canadà
- 662: Observatori de Lick, Mount Hamilton, Califòrnia, EUA
- 663: Observatori de Red Mountain, Ivins, Utah, EUA
- 664: Observatori de Manastash Ridge, Ellensburg, Washington, EUA
- 665: Observatori de Wallis
- 666: Observatori de Moorpark College, Ventura County, Califòrnia, EUA
- 667: Wanapum Dam
- 668: San Emigdio Peak
- 669: Ojai
- 670: Camarillo
- 671: Stony Ridge
- 672: Mount Wilson, Califòrnia, EUA
- 673: Observatori de Table Mountain, Wrightwood, Califòrnia, EUA
- 674: Observatori de Ford, Wrightwood, Califòrnia, EUA
- 675: Palomar Mountain, Califòrnia, EUA (Observatori de Palomar)
- 676: San Clemente, Califòrnia, EUA
- 677: Lake Arrowhead, Califòrnia, EUA
- 678: Fountain Hills, Fountain Hills, Arizona, EUA (Observatori de Fountain Hills)
- 679: San Pedro Martir, Baixa Califòrnia, Mèxic (Observatori Astronòmic Nacional (Mèxic))
- 680: Los Angeles, Califòrnia, EUA
- 681: Calgary
- 682: Kanab
- 683: Observatori de Goodricke-Pigott, Tucson, Arizona, EUA
- 684: Prescott, Arizona, EUA (Observatori de Prescott)
- 685: Williams, Arizona, EUA
- 686: U. of Minn. Infrared Obs., Mt. Lemmon, Arizona, EUA (UMN Mount Lemmon Observing Facility)
- 687: Observatori del Nord d'Arizona, Flagstaff, Arizona, EUA
- 688: Observatori de Lowell, Anderson Mesa Station, Arizona, EUA
- 689: U.S. Naval Observatory, Flagstaff, Arizona, EUA (NOFS)
- 690: Observatori de Lowell, Flagstaff, Arizona, EUA
- 691: Observatori de Steward, Kitt Peak-Spacewatch, Arizona, EUA
- 692: Observatori de Steward, Tucson, Arizona, EUA
- 693: Estació de Catalina, Tucson, Arizona, EUA
- 694: Tumamoc Hill, Tucson, Arizona, EUA (Steward Observatory)
- 695: Observatori Nacional de Kitt Peak, Arizona, EUA
- 696: Observatori de Whipple, Mt. Hopkins, Arizona, EUA (Observatori de Fred Lawrence Whipple)
- 697: Kitt Peak, McGraw-Hill, Arizona, EUA (Observatori de MDM)
- 698: Mt. Bigelow, Arizona, EUA
- 699: Observatori de Lowell-LONEOS, Estació d'Anderson Mesa, Arizona, EUA

## 700-799
- 700: Chinle, Arizona, EUA
- 701: Observatori de Junk Bond, Sierra Vista, Arizona, EUA
- 702: Joint Obs. for cometary research, Socorro, Nou Mèxic, EUA (now the site of Magdalena Ridge Observatory)
- 703: Catalina Sky Survey, Tucson, Arizona, EUA
- 704: Lincoln Laboratory ETS, Nou Mèxic, EUA (now Lincoln Near-Earth Asteroid Research)
- 705: Apache Point, Sunspot, Nou Mèxic, EUA (Observatori d'Apache Point)
- 706: Salida, Colorado, EUA
- 707: Estació de camp de Chamberlin, Colorado, EUA
- 708: Observatori de Chamberlin, Denver, Colorado, EUA
- 709: Observatori de W & B, Cloudcroft, Nou Mèxic, EUA
- 710: Observatori de MPO, Florissant, Colorado, EUA
- 711: Observatori de McDonald, Fort Davis, Texas, EUA
- 712: EUAF Academy Observatory, Colorado Springs, Colorado, EUA
- 713: Thornton, Colorado, EUA
- 714: Bagdad, Arizona, EUA
- 715: Observatori de Jornada, Las Cruces, Nou Mèxic, EUA
- 716: Observatori de Palmer Divide, Colorado Springs, Colorado, EUA
- 717: Prude Ranch, Texas, EUA
- 718: Universitat de Utah, Tooele, Utah, EUA
- 719: Observatori d'Etscorn, Socorro, Nou Mèxic, EUA (Frank T. Etscorn Campus Observatory Nou Mèxic Tech Astronomy Club Arxivat 2008-04-13 a Wayback Machine.)
- 720: Universitat de Monterrey, Nuevo León, Mèxic
- 721: Lime Creek, Nebraska, EUA (Observatori de Lime Creek)
- 722: Ciutat de Missouri, Texas, EUA
- 723: Observatori de Cottonwood, Ada, Oklahoma, EUA
- 724: Observatori Nacional, Tacubaya, Mèxic (Observatori Astronòmic Nacional; Observatori de Tacubaya)
- 725: Fair Oaks Ranch, Fair Oaks Ranch, Texas, EUA (Observatori de Fair Oaks Ranch)
- 726: Brainerd, Minnesota, EUA (Observatori de Fire in the Sky)
- 727: Observatori de Zeno, Edmond, Oklahoma, EUA
- 728: Corpus Christi, Texas, EUA
- 729: Observatori Astronòmic de Glenlea, Winnipeg, Manitoba, Canadà
- 730: Universitat de Dakota del Nord, Grand Forks, Dakota del Nord, EUA
- 731: Observatori de Rose-Hulman, Terre Haute, Indiana, EUA
- 732: Oaxaca, Oaxaca, Mèxic
- 733: Allen, Texas, EUA
- 734: Observatori de Farpoint, Eskridge, Kansas, EUA
- 735: Observatori de George, Needville, Texas, EUA
- 736: Houston, Texas, EUA
- 737: Observatori de New Bullpen, Alpharetta, Geòrgia, EUA
- 738: Observatori Estatal de la Universitat de Missouri, Missouri, EUA
- 739: Observatori de Sunflower, Olathe, Kansas, EUA
- 740: Observatori de SFA, Nacogdoches, Texas, EUA
- 741: Observatori de Goodsell, Northfield, Minnesota, EUA
- 742: Universitat de Drake, Des Moines, IA
- 743: Universitat de Minnesota, Minneapolis, Minnesota, EUA
- 744: Observatori de Doyan Rose, Indianapolis, Indiana, EUA
- 745: Glasgow, Missouri, EUA
- 746: Observatori Astronòmic de Brooks, Mt. Pleasant, Michigan, EUA
- 747: Observatori de Highland Road Park, Louisiana, EUA (també Observatori de Baton Rouge)
- 748: Observatori de Van Allen, Ciutat d'Iowa, Iowa, EUA
- 749: Oakwood, Geòrgia, EUA
- 750: Observatori de Hobbs, Fall Creek, Wisconsin, EUA
- 751: Lake Saint Louis, Missouri, EUA
- 752: Observatori de Puckett, Mountain Town, Geòrgia, EUA
- 753: Observatori de Washburn, Madison, Wisconsin, EUA
- 754: Observatori de Yerkes, Williams Bay, Wisconsin, EUA
- 755: Observatori de Optec, Michigan, EUA
- 756: Observatori de Dearborn, Evanston, Illinois, EUA
- 757: High Point, North Carolina, EUA
- 758: Observatori de BCC, Cocoa, Florida, EUA (Astronaut Memorial Planetarium & Observatory; BCC = Brevard Community College)
- 759: Nashville, Tennessee, EUA
- 760: Observatori de Goethe Link, Brooklyn, Indiana, EUA
- 761: Zephyrhills, Florida, EUA (Observatori de Quail Hollow)
- 762: Observatori de Four Winds, Llac Leelanau, Michigan, EUA
- 763: King City, Ontario, Canadà
- 764: Observatori de Puckett, Stone Mountain, Geòrgia, EUA
- 765: Cincinnati, Ohio, EUA (Observatori de Cincinnati)
- 766: Observatori Estatal de la Universitat de Michigan, East Lansing, Michigan, EUA
- 767: Ann Arbor, Michigan, EUA (Observatori d'Angell Hall)
- 768: Dearborn, Michigan, EUA (Observatori d'UM-Dearborn)
- 769: Observatori de McMillin, Columbus, Ohio, EUA
- 770: Observatori de Crescent Moon, Columbus, Ohio, EUA
- 771: Observatori de Boyeros, Havana, Cuba (Observatori de Rancho Boyeros)
- 772: Observatori de Boltwood, Stittsville, Ontario, Canadà
- 773: Observatori de Warner and Swasey, Cleveland, Ohio, EUA
- 774: Estació de Warner i Swasey Nassau, Chardon, Ohio, EUA
- 775: Observatori de Sayre, South Bethlehem, Pennsylvania, EUA
- 776: Foggy Bottom, Hamilton, New York, EUA (Observatori de Foggy Bottom)
- 777: Toronto, Ontario, Canadà
- 778: Observatori d'Allegheny, Pittsburgh, Pennsylvania, EUA
- 779: Observatori de David Dunlap, Richmond Hill, Ontario, Canadà
- 780: Observatori de Leander McCormick, Charlottesville, Virginia, EUA
- 781: Quito, Ecuador
- 782: Quito, Estació astrogràfica de cometes, Ecuador
- 783: Rixeyville, Virginia, EUA
- 784: Observatori de Stull, Universitat d'Alfred, Nova York, EUA
- 785: Observatori de Fitz-Randolph, Princeton, Nova Jersey, EUA
- 786: Observatori Naval dels Estats Units, Washington (des del 1893), Districte de Colúmbia, EUA
- 787: Observatori Naval dels Estats Units, Washington (abans del 1893), Districte de Colúmbia, EUA
- 788: Observatori de Mount Cuba, Wilmington, Delaware, EUA
- 789: Observatori de Litchfield, Clinton, Oneida County, New York, EUA (Hamilton College)
- 790: Observatori de Dominion, Ottawa, Ontario, Canadà
- 791: Observatori de Flower i Cook, Philadelphia, Pennsylvania, EUA
- 792: Universitat de Rhode Island, Quonochontaug, Rhode Island, EUA
- 793: Observatori de Dudley, Albany (before 1893), New York, EUA
- 794: Observatori de Vassar College, Poughkeepsie, New York, EUA
- 795: Rutherford, New York, EUA
- 796: Stamford, Connecticut, EUA
- 797: Observatori de Yale, New Haven, Connecticut, EUA (Observatori de la Universitat Yale)
- 798: Observatori de Yale, Bethany, Connecticut, EUA (Observatori de la Universitat Yale)
- 799: Winchester, Massachusetts, EUA

## 800-899
- 800: Observatori de Harvard, Arequipa, Peru (Estació de Boyden)
- 801: Observatori d'Oak Ridge, Massachusetts, EUA
- 802: Observatori de Harvard, Cambridge, Massachusetts, EUA (Observatori de Harvard College)
- 803: Taunton, Massachusetts, EUA
- 804: Santiago-San Bernardo
- 805: Santiago-Cerro El Roble, Santiago, Xile (Observatori de Cerro El Roble)
- 806: Santiago-Cerro Calán, Santiago, Xile (Observatori Astronòmic Nacional (Xile)
- 807: Observatori de Cerro Tololo, La Serena, Coquimbo, Xile (Observatori interamericà de Cerro Tololo)
- 808: El Leoncito, San Juan, Argentina (va esdevenir l'Observatori de Dr. Carlos U. Cesco (Estación de Altura Carlos Ulrico Cesco) el 1990; sembla el mateix que l'Observatori Félix Aguilar, Universitat Nacional de San Juan)
- 809: European Southern Observatory, La Silla, Coquimbo, Xile (Observatori de La Silla)
- 810: Observatori de Wallace, Westford, Massachusetts, EUA (Observatori d'Astrofísica de George R. Wallace Jr. (WAO))
- 811: Observatori de Maria Mitchell, Nantucket, Massachusetts, EUA
- 812: Viña del Mar
- 813: Santiago-Quinta Normal (1862-1920), Santiago, Xile (Observatori Astronòmic Nacional (Xile)
- 814: North Scituate
- 815: Santiago-Santa Lucia (1849-1861), Santiago, Xile (Observatori Astronòmic Nacional (Xile)
- 816: Observatori de Rand
- 817: Sudbury, Massachusetts, EUA
- 818: Observatori de Gémeaux, Laval, Québec, Canadà (Observatori de Gémeaux)
- 819: Val-des-Bois, Québec, Canadà
- 820: Tarija
- 821: Córdoba-Bosque Alegre, Córdoba, Argentina (Estació d'Astrofísica de Bosque Alegre, Observatori Astronòmic de Córdoba)
- 822: Córdoba, Argentina (Observatori Astronòmic de Córdoba)
- 823: Fitchburg
- 824: Llac Clear
- 825: Granville
- 826: Plessissville, Québec, Canadà
- 827: Saint-Félicien, Québec, Canadà
- 828: Assonet
- 829: Complex Astronòmic El Leoncito, San Juan Province, Argentina (CASLEO)
- 830: Hudson
- 831: Observatori de Rosemary Hill, Universitat de Florida, Florida, EUA
- 832: Etters
- 833: Obs. Astronòmic de Mercedes, Buenos Aires
- 834: Buenos Aires-AAAA, Argentina
- 835: Estació de Drum Hill, Chelmsford
- 836: Observatori de Furnace Brook, Cranston
- 837: Jupiter
- 838: Dayton
- 839: La Plata (Observatori Astronòmic de La Plata; Observatorio Astronómico de La Plata)
- 840: Flint, Michigan, EUA
- 841: Observatori de Martin, Blacksburg, Virginia, EUA
- 842: Observatori de Gettysburg College, Pennsylvania, EUA
- 843: Observatori de Emerald Lane, Decatur, Illinois, EUA
- 844: Los Molinos
- 845: Observatori de Clinton B. Ford, Ithaca, New York, EUA
- 846: Observatori Astronòmic de Principia, Elsah, Illinois, EUA
- 847: Observatori de Lunar Cafe
- 848: Observatori de Tenagra, Cottage Grove, Oregon, EUA
- 849: Observatori d'Everstar, Olathe, Kansas, EUA (Observatori d'EverStaR)
- 850: Observatori de Cordell-Lorenz, Sewanee, Tennessee, EUA
- 851: Observatori de Burke-Gaffney, Halifax
- 852: Observatori de River Moss, St. Peters
- 853: Observatori de Biosphere 2
- 854: Observatori de Sabino Canyon, Tucson, Arizona, EUA
- 855: Observatori de Wayside, Minnetonka, Minnesota, EUA
- 856: Riverside
- 857: Observatori Robòtic d'Iowa, Sonoita, Arizona, EUA
- 858: Observatori de Tebbutt, Edgewood
- 859: Wykrota Observatory-CEAMIG, Minas Gerais, Brasil (Observatório Wykrota - CEAMIG (Centro de Estudos Astronômicos de Minas Gerais))
- 860: Valinhos
- 861: Barão Geraldo
- 862: Saku
- 863: FurRegne Unitawa
- 864: Kumamoto (KCAO (Observatori Astronòmic Civil de Kumamoto), Kumamoto, Kumamoto, Japó)
- 865: Observatori d'Emmy, New Paltz
- 866: U.S. Naval Academy, Michelson
- 867: Observatori de Saji
- 868: Observatori de Hidaka
- 869: Tosa
- 870: Campiñas (Observatório de Campinas, a.k.a. Observatório Municipal de Campinas "Jean Nicolini")
- 871: Akou
- 872: Tokushima
- 873: Observatori de Kurashiki
- 874: Itajuba
- 875: Yorii
- 876: Honjo
- 877: Okutama
- 878: Kagiya
- 879: Tōkai (Tōkai, Aichi, Japó)
- 880: Rio de Janeiro
- 881: Toyota
- 882: Estació JCPM Oi
- 883: Shizuoka (Shizuoka, Shizuoka, Japó)
- 884: Kawane
- 885: Estació JCPM Yakiimo
- 886: Mishima (Mishima, Shizuoka, o també Susono, Shizuoka, Japó)
- 887: Ojima (Ojima, Gunma, Japó)
- 888: Observatori de Gekko
- 889: Karasuyama (Karasuyama, Tochigi, Japó)
- 890: Estació JCPM Tone
- 891: Estació JCPM Kimachi
- 892: Estacions YGCO Hoshikawa i Nagano
- 893: Observatori Municipal de Sendai (Observatori Astronòmic de Sendai)
- 894: Kiyosato
- 895: Hatamae
- 896: Observatori de la Base Sud de Yatsugatake (prop de 386 Yatsugatake-Kobuchizawa)
- 897: Estació de YGCO Chiyoda (YGCO: Yamaneko Group of Comet Observers)
- 898: Fujieda (Fujieda, Shizuoka, Japó)
- 899: Toma

## 900-999
- 900: Moriyama (Moriyama, Shiga, Japó)
- 901: Tajimi
- 902: Ootake
- 903: Fukuchiyama i Kannabe (Observatori de Fukuchiyama i Kannabe, Japó)
- 904: Go-Chome and Kobe-Suma
- 905: Observatori de Nachi-Katsuura
- 906: Cobram
- 907: Melbourne
- 908: Toyama
- 909: Observatori de Snohomish Hilltop
- 910: Caussols-ODAS
- 911: Observatori de Collins, Corning Community College, Corning, Nova York, EUA
- 912: Observatori de Carbuncle Hill, Greene
- 913: Observatori de Kappa Crucis, Montevideo
- 914: Observatori de Underwood, Hubbardston
- 915: Observatori de River Oaks, New Braunfels, Texas, EUA
- 916: Observatori de Oakley, Terre Haute, Indiana, EUA
- 917: Pacific Lutheran University Keck Observatory
- 918: Observatori de Badlands, Quinn, Sorth Dakota, EUA
- 919: Observatori de Desert Beaver, Arizona, EUA
- 920: Observatori de RIT, Rochester, New York, EUA (Rochester Institute of Technology)
- 921: SW Institute for Space Research, Cloudcroft, Arizona, EUA
- 922: Observatori de Timberland, Decatur
- 923: L'observatori de Bradstreet, St. Davids, Pennsylvania, EUA
- 924: Observatori du Cégep de Trois-Rivières
- 925: Observatori de Palominas
- 926: Observatori de Tenagra II, Arizona, EUA
- 927: Madison-YRS
- 928: Observatori de Moonedge, Northport
- 929: Port Allen
- 930: Tahiti
- 931: Punaauia, Polinèsia Francesa
- 932: Obs. John J. McCarthy, New Milford
- 933: Observatori de Rockland, Sierra Vista
- 934: Poway Valley
- 935: Observatori de Wyrick, Haymarket
- 936: Observatori d'Ibis, Manhaatan
- 937: Observatori de Bradbury, Stockton-on-Tees
- 938: Linhaceira
- 939: Observatori de Rodeno
- 940: Waterlooville
- 941: Observatori Pla D'Arguines
- 942: Grantham
- 943: Peverell
- 944: Observatori Geminis, Dos Hermanas
- 945: Observatori Monte Deva
- 946: Observatori de l'Ametlla de Mar
- 947: Saint-Sulpice
- 948: Pymoor
- 949: Durtal
- 950: La Palma, Espanya (Observatori de Roque de los Muchachos)
- 951: Highworth
- 952: Marxuquera
- 953: Montjoia, Espanya (Sabadell)
- 954: Observatori del Teide, Tenerife, Illes Canàries, Espanya
- 955: Sassoeiros
- 956: Observatori de Pozuelo
- 957: Merignac
- 958: Observatori de Dax
- 959: Ramonville Saint Agne
- 960: Rolvenden
- 961: Observatori de la Ciutat d'Edimburg
- 962: Gandia
- 963: Werrington
- 964: Southend Bradfield
- 965: Observação Astronómica no Algarve, Portimão, Portugal (COAA: Centro de Observação Astronómica no Algarve)
- 966: Church Stretton
- 967: Greens Norton
- 968: Haverhill
- 969: London-Regents Park, London, United Kingdom (Observatori de George Bishop, Regent's Park, 1836-1861)
- 970: Chelmsford
- 971: Lisbon
- 972: Dun Echt
- 973: Harrow
- 974: Genoa
- 975: Valencia
- 976: Leamington Spa
- 977: Markree (Observatori de Markree, County Sligo, Irlanda)
- 978: Conder Brow
- 979: South Wonston
- 980: Lancaster
- 981: Armagh
- 982: Observatori de Dunsink, Dublin, Irlanda
- 983: San Fernando
- 984: Eastfield
- 985: Telford
- 986: Ascot
- 987: Observatori de l'Illa de Man
- 988: Glasgow
- 989: Observatori de Wilfred Hall, Preston
- 990: Madrid, Espanya (Observatori Astronòmic de Madrid)
- 991: Liverpool (des del 1867)
- 992: Liverpool (before 1867)
- 993: Observatori de Woolston
- 994: Godalming
- 995: Durham (Observatori de la Universitat de Durham)
- 996: Oxford (Observatori de Radcliffe)
- 997: Hartwell
- 998: London-Mill Hill (Observatori de la Universitat de Londres)
- 999: Bordeaux-Floirac (Observatori de Bordeaux)

## A00-A99
- A00: Gravesend, Regne Unit
- A01: Masia Cal Maciarol Modul 2
- A02: Masia Cal Maciarol Modul 8
- A03: Torredembarra
- A04: Saint-Caprais
- A05: Belesta
- A06: Mataró
- A07: Gretz-Armainvilliers
- A08: Malibert
- A09: Quincampoix
- A10: Observatori Astronòmic de Conbera Arxivat 2008-10-11 a Wayback Machine.
- A11: Wormhout
- A12: Stazione Astronomica di Sozzago
- A13: Observatori de Naef, Marly, Suïssa (Observatori de Naef Ependes)
- A14: Observatori de Les Engarouines
- A15: Josef Bresser Sternwarte, Borken
- A16: Tentlingen
- A17: Guidestar Observatory, Weinheim
- A18: Herne
- A19: Köln
- A20: Sögel
- A21: Irmtraut
- A22: Starkenburg Sternwarte-SOHAS
- A23: Weinheim, Alemanya ([Sternwarte Weinheim http://www.sternwarte-weinheim.de/])
- A24: Observatori New Millennium, Mozzate
- A25: Nova Milanese
- A26: Darmstadt
- A27: Observatori d'Eridanus, Langelsheim
- A28: Kempten
- A29: Santa Maria a Monte
- A30: Crespadoro
- A31: Observatori de Corcaroli
- A32: Panker
- A33: Volkssternwarte Kirchheim
- A34: Grosshabersdorf
- A35: Observatori de Hormersdorf
- A36: Ganda di Aviatico
- A37: Mueggelheim
- A38: Telescopi Automàtic de Campocatino, Collepardo
- A39: Altenburg
- A40: Pieta
- A41: Observatori de Rezman, Kamnik
- A42: Gehrden
- A43: Observatori d'Inastars, Potsdam
- A44: Altschwendt
- A45: Karrenkneul
- A46: Lelekovice
- A47: Matera
- A48: Povegliano Veronese
- A49: Universitat d'Uppsala-Ångström laboratory[2]
- A50: Observatori Astronòmic d'Andrushivka
- A51: Danzig
- A52: Etyek
- A53: Peschiera del Garda
- A54: Ostrorog
- A55: Observatori Astronòmic Vallemare di Borbona, Itàlia[3]
- A56: Parma
- A57: Observatori Astron. Margherita Hack, Firenze
- A58: Observatori de Chalandray-Canotiers
- A59: Observatori de Karlovy Vary
- A60: Estació YSTAR-NEOPAT, Sutherland
- A61: Tortona
- A62: Aichtal
- A63: Cosmosoz Obs., Tassin la Demi Lune
- A64: Couvaloup de St-Cergue
- A65: Le Couvent de Lentin
- A66: Stazione Osservativa Astronomica, Livorno
- A67: ChiEUA di Pesio
- A68: Suèciaborg Obs., Bockholmwik
- A69: Observatori Palazzo Bindi Sergardi
- A70: Lumijoki
- A71: Stixendorf
- A72: Observatori de Radebeul (Sternwarte "Adolph Diesterweg" Radebeul, Alemanya)
- A73: Penzing AstRomatric Obs., Vienna
- A74: Observatori de Bergen-Enkheim, Alemanya
- A75: Observatori de Fort Pius, Barcelona
- A76: Observatori de Andromeda, Miskolc
- A77: Observatori de Chante-Perdrix, Dauban, Alta Provença, França
- A78: Stia
- A79: Observatori de Zvezdno Obshtestvo, Plana
- A80: Observatori de Lindenberg
- A81: Observatori de Balzaretto, Roma
- A82: Observatori Astronòmic de Trieste
- A83: Observatori de Jakokoski
- A84: Observatori Nacional de TUBITAK
- A85: Observatori Astronòmic d'Odessa, Kryzhanovka, Ucraïna
- A86: Albigneux
- A87: Rimbach
- A88: Bolzaneto
- A89: Observatori de Sterni, Kempten
- A90: Observatori de Sant Gervasi, Barcelona
- A91: Observatori de Hankasalmi, Hankasalmi, Finlàndia
- A92: Observatori de Urseanu, Bucharest
- A93: Lucca
- A94: Cormons
- A95: Observatori de Taurus Hill, Varkaus
- A96: Klosterneuburg
- A97: Stammersdorf
- A98: Observatori de Taurus-1, Baran, Belarús
- A99: Observatori del Monte Baldo

## B00-B99
- B00: Savigny-le-Temple
- B01: Observatori de Taunus, Frankfurt, Alemanya
- B02: Kielce
- B03: Alter Satzberg, Viena
- B04: Observatori de Saint-Barthelemy
- B05: Observatori de Ka-Dar, Barybino, Regió de Moscou
- B06: Observatori Astronòmic del Montseny, Espanya
- B07: Camorino
- B08: San Lazzaro di Savena
- B09: Capannoli, Itàlia Pietro Dora Vivarelli Arxivat 2006-12-15 a Wayback Machine. ASA
- B10: Observatori de Mas des Gres, Moydans (LightBuckets as of November 2011) Arxivat 2012-01-13 a Wayback Machine.
- B11: Observatori Cima Rest, Imola
- B12: Observatori de Koschny Arxivat 2008-06-09 a Wayback Machine., Noordwijkerhout
- B13: Observatori di Tradate
- B14: Ca del Monte
- B15: Observatori d'Inastars, Potsdam (des del 2006)
- B16: 1st Moscow Gymnasium Observatory, Lipki
- B17: AZT-8 Evpatoria
- B18: Terskol
- B19: Observatori Iluro, Mataró
- B20: Observatori Carmelita, Tiana
- B21: Observatori de Gaisberg (Sternwarte Gaisberg), Schaerding (Schärding, Àustria)
- B22: Observatori d'Àger, Barcelona, Espanya
- B23: Fiamene[Enllaç no actiu], Itàlia
- B24: Cesson
- B25: Catania
- B26: Observatori des Terres Blanches, Reillanne
- B27: Observatori de Picard, St. Veit
- B28: Observatori de Mandi, Pagnacco, Itàlia
- B29: Observatori de L'Ampolla, Tarragona
- B30: Szamotuly-Galowo, Polònia
- B31: Southern African Large Telescope (SALT), Sutherland
- B32: Observatori de Gelenau(Alemanya)
- B33: Observatori de Libbiano, Peccioli - AAAV Arxivat 2019-03-29 a Wayback Machine.
- B34: Observatori de Green Island, Geçitkale, Xipre
- B35: Observatori de Bareket, Macabim, Israel.
- B36: Observatori de Redshed, Kallham
- B37: Obs. de L'Ametlla del Valles, Barcelona
- B38: Santa Mama
- B39: Tradate
- B40: Observatori de Skylive, Catània, Itàlia (Gruppo Astrofili Catanesi Arxivat 2008-01-02 a Wayback Machine.)
- B41: Observatori de Zlin
- B42: Vitebsk
- B43: Hennef
- B44: Eygalayes, França
- B45: Narama
- B46: Observatori de Sintini, Argenta
- B47: Observatori de Metsala, Espoo
- B48: Bocholt
- B49: Observatori de Paus, Sabadell
- B50: Observatori de Corner, Durmersheim
- B51: Vallauris
- B52: Observatori El Far
- B53: Casal Lumbroso, Roma
- B54: Àger, Espanya
- B55: Comeglians
- B56: Observatori de Sant Pere, Mataró
- B57: Observatori Laietania, Parets del Vallès
- B58: Observatori Polaris, Budapest
- B59: Borken
- B60: Deep Sky Observatorium, Bad Bentheim
- B61: Obs. de Valldoreix, Sant Cugat del Valles
- B62: Brelingen
- B63: Observatori Solaris, Luczanowice
- B64: Observatori de Slope Rock, Hyvinkaa
- B65: Observatori de Komakallio, Kirkkonummi
- B66: Observatori Astronòmic Naturalístic A. Zanassi de Casasco
- B67: Sternwarte Mirasteilas, Falera, Suïssa
- B68: Observatori de Mount Matajur
- B69: Observatori d'Owls i Ravens, Holzgerlingen
- B70: Sant Celoni
- B71: Observatori El Vendrell
- B72: Soerth
- B73: Observatori de Mauren Valley, Holzgerlingen
- B74: Santa María de Montmagastrell
- B75: Stazione Astronomica Betelgeuse, Magnago
- B76: Sternwarte Schönfeld, Dresden
- B77: Observatori de Schafmatt, Aarau Arxivat 2011-04-30 a Wayback Machine.
- B78: Observatori d'Astrofotons, Audorf
- B79: Observatori de Marana
- B80: Observatori Astronòmic de Campomaggiore
- B81: Caimari
- B82: Maidbronn
- B83: Gières
- B84: Observatori de Cyclops, Oostkapelle
- B85: Observatori de Beilen
- B86: Sternwarte Hagen, Alemanya
- B87: Banyoles
- B88: Observatori de Bigmuskie, Mombercelli
- B89: Observatori Astronòmic de Tiana
- B90: Observatori de Malina River, Povoletto
- B91: Bollwiller
- B92: Chinon
- B93: Hoogeveen
- B94: Petrozavodsk, Rússia
- B95: Achternholt
- B96: Observatori de Brixiis, Kruibeke
- B97: Sterrenwacht Andromeda, Meppel
- B98: Siena
- B99: Santa Coloma de Gramenet

## C00-C99
- C00: Velikie Luki, Rússia
- C01: Observatori de Lohrmann-Observatorium, Triebenberg, Alemanya
- C02: Observatori Royal Park, Espanya
- C03: Observatori de Clayhole, Jokela, Finlàndia
- C04: Kramatorsk, Ucraïna
- C05: Königsleiten, Àustria
- C06: Krasnoyarsk, Rússia (Siberian State Aerospace University Observatory Arxivat 2020-11-27 a Wayback Machine.)
- C07: Observatori d'Anysllum, Àger, Espanya
- C08: Fiby, Suècia
- C09: Rouet, França
- C10: Maisoncelles Arxivat 2011-07-20 a Wayback Machine., França
- C11: Observatori de la ciutat, Slaný, República Txeca
- C12: Observatori de Berta, Sabadell, Espanya
- C13: Como, Itàlia
- C14: Observatori de Sky Vistas, Eichgraben, Àustria
- C15: ISON-Ussuriysk, Rússia
- C16: Observatori d'Isarwinkel, Bad Tölz, Alemanya
- C17: Observatori Joan Roget Arxivat 2010-04-18 a Wayback Machine., Àger, Espanya
- C18: Frasnes-Lez-Anvaing, Bèlgica
- C19: Observatori de ROSA, Vaucluse, França
- C20: Kislovodsk Mtn. Astronomical Stn., Pulkovo Obs., Rússia
- C21: Observatori Via Lactea, Àger, Espanya
- C22: Oberwiesenthal, Alemanya
- C23: Olmen, Bèlgica
- C24: Seveso, Itàlia
- C25: Estació Observatori de Pulkovo, Campo Imperatore, Itàlia
- C26: Observatori de Levendaal, Leiden, Països Baixos
- C27: Pallerols, Espanya
- C28: Wellinghofen, Alemanya
- C29: Observatori Astronòmic de Les Planes de Son, Espanya
- C30: Observatori de la Universitat de Petrozavodsk, Estació de Sheltozero, Rússia
- C31: Sternwarte Neanderhoehe Hochdahl e.V., Erkrath, Alemanya
- C32: Observatori de Ka-Dar, Estació TAU, Nizhny Arkhyz, Rússia
- C33: Observatori CEAM, Caimari, Illes Canàries, Espanya
- C34: Observatori Astronòmic de Baja, Hongria
- C35: Terrassa, Espanya
- C36: Observatori de Starry Wanderer, Baran', Belarús
- C37: Stowupland, Anglaterra, Regne Unit
- C38: Observatori de Varuna, Cuorgnè, Itàlia
- C39: Nijmegen, Països Baixos
- C40: Observatori d'Astrofísica de la Universitat Estatal de Kuban, Rússia
- C41: Observatori de MASTER-II, Kislovodsk, Rússia
- C42: Observatori de Xingming, Mt. Nanshan, Xina
- C43: Hoyerswerda, Alemanya
- C44: Observatori de A. Volta, Lanzo d'Intelvi, Itàlia
- C45: MPC1 Observatori de Cassia, La Giustiniana, Itàlia
- C46: Observatori d'Horizon, Petropavlovsk, Kazakhstan
- C47: Nonndorf, Àustria
- C48: Observatori Solar de Sayan, Irkutsk, Rússia
- C49: STEREO-A (observatori espacial)
- C50: STEREO-B (observatori espacial)
- C51: WISE (observatori espacial)
- C60: Observatori Astronòmic de l'Institut d'Argelander, Bonn, Alemanya
- C61: Chelles, França
- C62: Observatori d'Eurac, Bolzano, Itàlia
- C63: Observatori de Giuseppe Piazzi, Ponte in Valtellina, Itàlia
- C64: Puchenstuben, Àustria
- C65: Observatori Astronòmic del Montsec, Espanya
- C66: Observatori El Cielo de Consell, Illes Balears, Espanya
- C67: Gnevsdorf, Alemanya
- C68: Ellinogermaniki Observatori d'Agogi, Pallini, Grècia
- C69: Bayerwald Sternwarte, Neuhütte, Alemanya
- C70: Estació d'Uiterstegracht, Leiden, Països Baixos
- C71: Sant Marti Sesgueioles, Espanya
- C72: Palestrina, Itàlia
- C73: Observatori de Galați, Romania
- C74: Observatori El Teatrillo de Lyra, Àger, Espanya
- C75: Observatori de Whitestar, Borgobello, Itàlia
- C76: Observatori Estels, Àger, Espanya
- C77: Observatori de Bernezzo, Itàlia
- C78: Observatori de Martin S. Kraar, Rehovot, Israel
- C79: Observatori de Roser, Blanes, Espanya
- C80: Observatori Astronòmic de Don, Rostov-on-Don, Rússia
- C81: Observatori Astronòmic de Dolomites, Itàlia
- C82: Observatori Astronòmic Nastro Verde, Sorrento, Itàlia
- C83: Observatori de Badalozhnyj, Rússia
- C84: Badalona, Espanya
- C85: Observatori de Cala d'Hort, Eivissa, Illes Balears, Espanya
- C86: Blanes, Espanya
- C87: Rimbach, Alemanya
- C88: Observatori de Montarrenti, Siena, Itàlia
- C89: Estació Astronòmica de Vidojevica
- C90: Vinyols
- C91: Observatori de Montevenere, Monzuno
- C92: Observatori de Valdicerro, Loreto
- C93: Observatori de Bellavista, L'Aquila
- C94: Observatori de MASTER-II, Tunka
- C95: Observatori Remot de SATINO, Alta Provença
- C96: Observatori d'OACL, Mosciano Sant Angelo
- C97: Observatori d'Al-Fulaij, Oman
- C98: Observatori Casellina, Scandicci, Itàlia
- C99: Observatori Can Roig, Llagostera, Catalunya, Espanya

## D00-D99
- D00: Observatori d'ISON-Kislovodsk, Kislovodsk, Rússia
- D01: Observatori d'Andean Northern, Nummi-Pusula, Finlàndia
- D02: Observatori Petit Sant Feliu, Sant Feliu de Llobregat, Catalunya, Espanya
- D03: Observatori de Rantiga, Tincana, Carpineti, Itàlia
- D04: Krasnodar, Rússia
- D14: Observatori de Nanchuan, Guangzhou, Xina
- D16: Observatori de Po Leung Kuk, Tuen Mun
- D17: Hong Kong
- D18: Observatori de Mt. Guizi, Xina
- D19: Hong Kong Space Museum, Tsimshatsui, Hong Kong, Xina
- D20: Observatori de Zadko, Wallingup Plain
- D21: Shenton Park
- D22: Observatori d'UWA, Crawley, Western Austràlia, Austràlia
- D24: Observatori de LightBuckets, Pingelly', Western Austràlia, Austràlia
- D25: Observatori de Tzec Maun Arxivat 2021-01-26 a Wayback Machine., Pingelly', Austràlia Occidental, Austràlia
- D29: Observatori de la Muntanya Porpre, Estació de XuYi
- D32: Observatori de JiangNanTianChi, Mt. Getianling
- D33: Observatori de Kenting Arxivat 2018-08-23 a Wayback Machine., Checheng, Taiwan
- D34: Observatori de Kenting, Hengchun
- D35: Observatori de Lulin
- D36: Tataka, Mt. Yu-Shan National Park
- D39: Observatori de la Universitat de Shandong, Weihai
- D44: Observatori Astronòmic d'Ishigakijima
- D54: Observatori de MASTER-II, Blagoveshchensk
- D55: Kangwon Science High School Observatory, Ksho
- D57: Observatori Astronòmic de Gimhae, Uhbang-dong
- D58: Observatori de KSA SEM, Danggam-dong
- D61: Suntopia Marina, Sumoto
- D62: Miyaki-Argenteus
- D70: Tosa
- D74: Nakagawa (Anan Science Center Nakagawa Observatory, anteriorment el Nakagawa Science Center Nakagawa Observatory, Japó)
- D78: Iga-Ueno
- D79: Observatori de YSVP, Vale Park, SA, Austràlia
- D80: Observatori Astronòmic de Gumma
- D81: Nagano
- D82: Wallaroo
- D83: Miwa
- D84: Hallet Cove
- D85: Ingle Farm
- D86: Penwortham
- D87: Brooklyn Park
- D88: HiratsRegne Unita
- D89: Yamagata (Observatori Astronòmic de Yamagata)
- D90: Observatori de RAS, Moorook, SA, Austràlia
- D91: Adati
- D92: Osaki, Japó
- D93: Observatori Astronòmic de Sendai, Japó
- D94: Takanezawa, Tochigi, Japó
- D95: Kurihara
- D96: Observatori de Tzec Maun Arxivat 2021-01-26 a Wayback Machine., Moorook, SA, Austràlia
- D97: Berri, SA, Austràlia'

## E00-E99
- E00: Castlemaine
- E01: South Yarra (Barfold)
- E03: Observatori de RAS, Officer
- E04: Observatori de Pacific Sky, Saipan
- E05: Observatori d'Earl Hill, Trinity Beach
- E07: Murrumbateman, NSW, Austràlia
- E08: Observatori de Wobblesock, Coonabarabran
- E09: Observatori de Oakley Southern Sky, Coonabarabran
- E10: Siding Spring-Faulkes Telescope South
- E11: Observatori de Frog Rock, Mudgee
- E12: Siding Spring Survey
- E13: Wanniassa
- E14: Observatori de Hunters Hill, Ngunnawal
- E15: Observatori Magellan, a prop de Goulburn
- E16: Observatori de Grove Creek, Trunkey
- E17: Leura
- E18: Observatori de BDI, Bangor, (Near Sutherland South of Sydney)
- E19: Kingsgrove
- E20: Marsfield
- E21: Observatori de Norma Rose, Leyburn, Queensland, Austràlia
- E22: Univ. of Southern Queensland Obs., Mt. Kent
- E23: Arcadia, Austràlia
- E24: Observatori de Tangra, St. Clair, NSW, Austràlia
- E25: Rochedale (APTA)
- E26: Observatori de RAS, Biggera Waters, Queensland, Austràlia
- E27: Thornlands, Queensland, Austràlia
- E28: Observatori de Kuriwa, Hawkesbury Heights, NSW, Austràlia
- E81: Nelson, Nova Zelanda
- E85: Farm Cove, Auckland, Nova Zelanda
- E87: Turitea, Nova Zelanda
- E89: Observatori de Geyserland Arxivat 2019-04-16 a Wayback Machine., Rotorua - Pukehangi, Nova Zelanda
- E94: Observatori de Possum, Gisborne, Nova Zelanda

## F00-F99
- F51: Pan-STARRS 1, Haleakala, Hawaii, EUA
- F59: Observatori remot d'Ironwood, Hawaii, EUA
- F60: Observatori del Nord d'Ironwood, Hawaii, EUA
- F65: Haleakala-Faulkes Telescope North, Hawaii, EUA
- F84: Observatori de Hibiscus, Punaauia, Polinèsia Francesa
- F85: Observatori de Tiki, Punaauia, Polinèsia Francesa
- F86: Observatori de Moana, Punaauia, Polinèsia Francesa

## G00-G99
- G42: Observatori Astronòmic UAdeC, Saltillo, Mexico (Autonomous University of Coahuila Astronomical Observatory)
- G43: Observatori Buenaventura Suarez, San Luis, Argentina
- G44: Observatori Longa Vista, Itatiba, SP, Brasil
- G45: Space Surveillance Telescope, Atom Site
- G46: Northwest Florida State College Observatory, Florida, EUA
- G47: Observatori de HillTopTop, Edgewood, Nou Mèxic, EUA
- G48: Doc Greiner Research Obs., Rancho Hildalgo, Nou Mèxic, EUA
- G49: Minnetonka, Minnesota, EUA
- G50: Observatori d'Organ Mesa, Las Cruces, Nou Mèxic, EUA
- G51: Observatori de Byrne, Sedgwick Reserve, Califòrnia, EUA
- G52: Observatori de Stone Edge, El Verano, Califòrnia, EUA
- G53: Observatori de Alder Springs, Auberry, Califòrnia, EUA
- G54: Hemet, Califòrnia, EUA
- G55: Bakersfield, Califòrnia, EUA
- G56: Walnut Creek, Califòrnia, EUA
- G57: Observatori de Dilbert Observatory, Forest Grove, Oregon, EUA
- G58: Chabot Space and Science Center, Oakland, Califòrnia, EUA
- G59: Maiden Lane Obs., Bainbridge Island, Washington, EUA
- G60: Observatori de Carroll, Montecito, Califòrnia, EUA
- G61: Pleasanton, Califòrnia, EUA
- G62: Sunriver Nature Center Observatory, Sunriver, Oregon, EUA
- G63: Observatori de Mill Creek, The Dalles, Oregon, EUA
- G64: Observatori de Blue Canyon, Califòrnia, EUA
- G65: Vulcan North, Lick Observatory, Mount Hamilton, Califòrnia, EUA
- G66: Observatori de Lake Forest, Forest Hills, Califòrnia, EUA
- G67: Rancho del Sol, Camino, Califòrnia, EUA
- G68: Observatori de Sierra Stars, Markleeville, Califòrnia, EUA
- G69: ThoEUAnd Oaks, Califòrnia, EUA
- G70: Observatori de Francisquito, Los Angeles, Califòrnia, EUA
- G71: Rancho Palos Verdes, Califòrnia, EUA
- G72: University Hills, Califòrnia, EUA
- G73: Mount Wilson-TIE, Califòrnia, EUA
- G74: Observatori de Boulder Knolls, Escondido, Califòrnia, EUA
- G75: Observatori de Starry Knight, Coto de Caza, Califòrnia, EUA
- G76: Observatori d'Altimira, Coto de Caza, Califòrnia, EUA
- G77: Baldwin Lake, Califòrnia, EUA
- G78: Observatori de Desert Wanderer, El Centro, Califòrnia, EUA
- G79: Goat Mountain Astronomical Research Station
- G80: Observatoris Remots de Sierra, Auberry, Califòrnia, EUA
- G81: Temecula, Califòrnia, EUA
- G82: Observatori de SARA, Kitt Peak, Arizona, EUA
- G83: Mt. Graham-LBT, Arizona, EUA (Large Binocular Telescope)
- G84: Mount Lemmon SkyCenter, Arizona, EUA
- G85: Observatori de Vermillion Cliffs, Kanab, Arizona, EUA
- G86: Tucson-Winterhaven, Arizona, EUA
- G87: Calvin M. Hooper Memorial Observatory, Hyde Park
- G88: Observatori de LAMP, New River, Arizona, EUA
- G89: Observatori de KaXina, Flagstaff, Arizona, EUA
- G90: Observatori de Three Buttes, Tucson, Arizona, EUA
- G91: Observatori de Whipple, Mt. Hopkins—2MASS (Fred Lawrence Whipple Observatory), Arizona, EUA
- G92: Observatori de Jarnac Arxivat 2015-08-11 a Wayback Machine., Vail, Arizona, EUA
- G93: Sonoita Research Observatory, Sonoita, Arizona, EUA
- G94: Observatori de Sonoran Skies, St. David, Arizona, EUA
- G95: Observatori de Hereford Arizona, Hereford, Arizona, EUA
- G96: Mt. Lemmon Survey, Arizona, EUA
- G97: Astronomical League Alpha Observatory, Portal
- G98: Observatori de Calvin-Rehoboth, Rehoboth, Nou Mèxic, EUA
- G99: Observatori de NF, Silver City, Nou Mèxic, EUA

## H00-H99
- H00: Tyrone
- H01: Observatori de Magdalena Ridge, Nou Mèxic Tech, Nou Mèxic, EUA
- H02: Observatori de Sulphur Flats, La Cueva, Nou Mèxic, EUA
- H03: Observatori de Sandia View, Rio Rancho, Nou Mèxic, EUA
- H04: Santa Fe, Nou Mèxic, EUA
- H05: Observatori d'Edmund Kline, Deer Trail, Colorado, EUA
- H06: Observatori de RAS, Mayhill, Nou Mèxic, EUA (RAS (Remote Astronomical Society) Observatori de Nou Mèxic; a.k.a. Observatori de New Mexico Skies)
- H07: Observatori de 7300 Observatory, Cloudcroft, Nou Mèxic, EUA
- H08: Observatori de BlackBird, Cloudcroft, Nou Mèxic, EUA
- H09: Observatori de Antelope Hills, Bennett, Nou Mèxic, EUA
- H10: Tzec Maun Foundation, Mayhill, Nou Mèxic, EUA
- H11: Observatori de LightBuckets Arxivat 2010-05-14 a Wayback Machine., Rodeo, Nou Mèxic, EUA (LightBuckets va ser ressituat a B10 en el 2011)
- H12: TechDome, Mayhill, Nou Mèxic, EUA
- H13: Observatori de Lenomiya, Casa Grande, Arizona, EUA
- H14: Observatori de Morning Star, Tucson, Arizona, EUA
- H15: ISON-NM Arxivat 2021-03-03 a Wayback Machine., Mayhill, Nou Mèxic, EUA
- H16: Observatori de HUT, Eagle, Colorado, EUA
- H17: Observatori de Angel Peaks, Colorado, EUA
- H18: Vail, Arizona, EUA
- H19: Observatori de Lone Star, Caney, Oklahoma, EUA
- H20: Eastern Illinois University Obs., Charleston, Illinois, EUA
- H21: Astronomical Research Observatory, Westfield, Illinois, EUA
- H22: Terre Haute, Indiana, Califòrnia, EUA
- H23: Observatori de Pear Tree, Valparaiso
- H24: Observatori de J. C. Veen, Lowell
- H25: Observatori de Harvest Moon, Northfield
- H26: Doc Greiner Research Observatory, Janesvillle
- H27: Observatori de Moonglow, Warrensburg
- H28: Observatori de Preston Hills, Celina
- H29: Observatori d'Ivywood, Edmond
- H30: Observatori de la Universitat d'Oklahoma, Norman, Oklahoma, EUA
- H31: Observatori de Star Ridge, Weimar
- H32: Observatori de Física de Texas A&M, Estació de College, Texas, EUA
- H33: Observatori de Bixhoma, Bixby, Oklahoma, EUA
- H34: Chapel Hill
- H35: Leavenworth
- H36: Observatori de Sandlot, Scranton, Kansas, EUA
- H37: Observatoris de Grems Timmons, Graettinger
- H38: Observatori de Timberline, Urbandale
- H39: Observatori de S.O.S., Minneapolis, Minnesota, EUA
- H40: Observatori de Nubbin Ridge
- H41: Petit Jean Mountain, Arkansas, EUA
- H42: Observatori de Wartburg College, Waverly
- H43: Conway
- H44: Cascade Mountain
- H45: Petit Jean Mountain South, Arkansas, EUA
- H46: Observatori de Ricky, Blue Springs, Missouri, EUA
- H47: Vicksburg, Mississipi, EUA
- H48: Observatori de PSU Greenbush, Pittsburg, EUA
- H49: Observatori Astronòmic d'ATU, Russellville, Arkansas, EUA
- H50: University of Central Arkansas Obs., Conway, Arkansas, EUA
- H51: Greiner Research Observatory, Verona, Wisconsin, EUA
- H52: Observatori de Hawkeye, Durand
- H53: Thompsonville
- H54: Observatori de Cedar Drive, Pulaski
- H55: Astronomical Research Observatory, Charleston, Illinois, EUA (Antares Observatory)
- H56: Observatori de Northbrook Meadow
- H57: Ohio State University Observatory, Lima, Ohio, EUA
- H58: NASA/MSFC ALaMO, Redstone Arsenal
- H59: Observatori de Prairie Grass, Camp Cullom
- H60: Observatori de Heartland, Carmel, Indiana, EUA
- H61: Newcastle
- H62: Observatori de Calvin College
- H63: Observatori de DeKalb, Auburn
- H64: Observatori de Thomas More College, Crestview Hills
- H65: Observatori de Waltonfields, Walton
- H66: Yellow Springs
- H67: Observatori de Stonegate, Ann Arbor, Michigan, EUA
- H68: Observatori de Red Barn, Ty Ty, Geòrgia, EUA
- H69: Ohio Wesleyan University, Ohio, EUA
- H70: Asheville
- H71: Chula
- H72: Observatori d'Evelyn L. Egan, Fort Myers, Florida, EUA
- H73: Observatori Astronòmic de Lakeland, Kirtland, Florida, EUA
- H74: Observatori de Bar J, New Smyrna Beach, Florida, EUA
- H75: Observatori de Indian Hill North, Huntsburg
- H76: Observatori d'Oakridge, Miami, Florida, EUA
- H77: Observatori de Buehler
- H78: University of Nariño, Pasto
- H79: Observatori de la Universitat de York, Toronto, Ontario, Canda
- H80: Observatori de Halstead, Princeton
- H81: Observatori de Hartung-Boothroyd, Ithaca, Nova York, EUA
- H82: Observatori de CBA-NOVAC, Front Royal, Virginia, EUA
- H83: Observatori de Timberlake, Oakton
- H84: Observatori de Northview, Mendon
- H85: Silver Spring, Maryland, EUA
- H86: Observatori de CBA-East, Laurel, Maryland, EUA
- H87: Observatori de Fenwick, Richmond
- H88: Observatori de Hope, Belcamp
- H89: Observatori de Galaxy Blues, Gatineau, Québec, Canadà
- H90: Ottawa, Ontario, Canadà
- H91: Observatori de Reynolds, Potsdam, Nova York, EUA
- H92: Observatori d'Arcturus
- H93: Berkeley Heights
- H94: Cedar Knolls
- H95: Observatori de NJIT, Newark, New Jersey, EUA
- H96: Observatori de Pléïades, Mandeville
- H97: Talcott Mountain Science Center, Avon, Connecticut, EUA
- H98: Observatori de Dark Roseanne, Middlefield, Connecticut, EUA
- H99: Observatori de Sunhill, Newton, Massachusetts, EUA

## I00-I99
- I00: Observatori de Carbuncle Hill, Coventry, Rhode Island, EUA
- I01: Observatori de Clay Center, Brookline, Massachusetts, EUA
- I02: Observatori de Cerro Tololo, La Serena—2MASS, Coquimbo, Xile (Observatori interamericà de Cerro Tololo)
- I03: European Southern Obs., La Silla—ASTROVIRTEL, 	Coquimbo, Xile (Observatori de La Silla)
- I04: Observatori de Mamalluca, Vicuña, Coquimbo, Xile
- I05: Observatori de Las Campanas-TIE, Xile
- I06: Werner Schmidt Obs., Dennis-Yarmouth Regional HS"", South Yarmouth, Massachusetts, EUA
- I07: Observatori de Conlin Hill, Oxford, Massachusetts, EUA
- I08: Alianza S4, Cerro Burek, El Leoncito, San Juan, Argentina
- I09: Cerro Armazones, Xile
- I10: Observatori Austral de Campo Catino, San Pedro de Atacama, Xile (Campo Catino Austral Observatory Survey «www.campocatinobservatory.org». Arxivat de l'original el 2008-10-24. [Consulta: 15 febrer 2013].)
- I11: Gemini South Observatory, Cerro Pachón, Xile
- I12: Phillips Academy Observatory, Andover, Massachusetts, EUA
- I13: Observatori de Burleith, Washington D.C., EUA
- I14: Observatori de Tigh Speuran, Framingham, Massachusetts, EUA
- I15: Observatori de Wishing Star, Barrington, Massachusetts, EUA
- I16: IAA-AI Atacama, San Pedro de Atacama, Xile
- I17: Observatori de Thomas G. Cupillari, Fleetville, Pennsylvania, EUA
- I18: Observatori de Fan Mountain, Covesville, Virginia, EUA
- I19: Observatori El Gato Gris[Enllaç no actiu], Tanti, Córdoba, Argentina
- I20: Observatori Salvador, Rio Cuarto, Córdoba, Argentina
- I21: Observatori de El Condor, Córdoba, Argentina
- I22: Observatori d'Abbey Ridge, Stillwater Lake, Pocono Summit, Pennsylvania, EUA
- I23: Observatori de Frosty Cold, Mash Harbor, Maine, EUA
- I24: Lake of the Woods, Locust Grove, Virginia, EUA
- I25: Observatori d'ECCCO, Bosque Alegre, Córdoba, Argentina
- I26: Observatori Kappa Crucis[Enllaç no actiu], Córdoba, Córdoba, Argentina
- I27: Observatori de Barred Owl, Carp, Canadà
- I28: Observatori de Starhoo, Lakeville, Massachusetts, EUA
- I29: Observatori de Middlesex School, Concord, Massachusetts, EUA
- I30: Observatori Geminis Austral, Rosario, Santa Fe, Argentina
- I31: Observatori Astronòmic del Colegio Cristo Rey, Rosario, Santa Fe, Argentina
- I32: Observatori Beta Orionis, Rosario, Santa Fe, Argentina
- I33: SOAR, Cerro Pachón, Xile
- I34: Morgantown, Pennsylvania, EUA
- I35: Sidoli, Buenos Aires, Argentina (Observatori Sidoli)
- I36: Observatori Los Campitos, Cañuela, Argentina
- I37: Observatori d'Astrodomi, Santa Rita[4], Argentina
- I38: Observatori Los Algarrobos, Salto, Argentina
- I39: Observatori Cruz del Sur[Enllaç no actiu], San Justo, Buenos Aires, Argentina
- I40: La Silla--TRAPPIST, Xile
- I41: Palomar Mountain--PTF, Califòrnia, EUA
- I42: Observatori de
- I43: Tarleton State University Obs., Stephenville, Texas, EUA
- I44: Northwest Florida State College, Niceville, Florida, EUA
- I45: Observatori W Crucis Arxivat 2012-01-13 a Wayback Machine., San Justo, Buenos Aires, Argentina
- I46: Observatori de The Cottage, Altoona, Pennsylvania, EUA
- I47: Observatori de Pierre Auger, Malargüe, Mendoza, Argentina
- I48: Observatori El Catalejo, Santa Rosa, La Pampa, Argentina
- I49: Observatori de Sunflower, Santa Fe, Nou Mèxic, EUA
- I50: Observatori de P2, Mayhill, Nou Mèxic, EUA
- I51: Clinton
- I55: Valencia
- I56: Observatori Astronòmic John Beckman, Almería, Espanya
- I57: Elche
- I58: Bétera
- I59: Observatori Antares, Muriedas Camargo, Cantàbria, Espanya
- I60: Guernanderf
- I61: Ourense
- I62: Observatori Helios Ontigola
- I63: Observatori de Cygnus, New Airesford
- I64: Maidenhead
- I65: Yunquera
- I66: Observatori de Taurus Australis, Brasília, Brasil
- I67: Hartley Wintney
- I68: Observatori de Pousada dos Anoes, Brasil
- I69: Observatori d'AGM, Marrakech
- I70: Observatori de Gedney House, Kirton, Anglaterra, Regne Unit
- I71: Observatori Los Milanos, Caceres, Espanya
- I72: Observatori Carpe-Noctem, Madrid, Espanya
- I73: Observatori de Salvia, Saulges, França
- I74: Observatori de Baxter Garden, Salisbury, Anglaterra, Regne Unit
- I75: Observatori de Castelló, Espanya
- I76: Observatori de Tesla, Valdemorillo, Espanya
- I77: Observatori de CEAMIG-REA, Belo Horizonte, Brasil
- I78: Observatori Principia, Málaga, Espanya
- I79: AstroCamp, Nerpio, Espanya
- I80: Observatori de Rose Cottage, Keighley, Anglaterra, Regne Unit
- I81: Observatori de Tarbatness, Portmahomack, Escòcia, Regne Unit
- I82: Güímar, Illes Canàries, Espanya
- I83: Observatori de Cherryvalley, Rathmolyon, Irlanda
- I84: Cerro del Viento, Badajoz, Espanya
- I85: Las Negras, Espanya
- I86: Observatori UCM, Madrid, Espanya
- I87: Observatori d'Astroshot, Monasterevin, Irlanda
- I88: Fuensanta de Martos Arxivat 2012-01-06 a Wayback Machine., Espanya
- I89: Observatori de RAS, Nerpio, Espanya
- I90: Observatori de Blackrock Castle, Irlanda
- I91: Retamar, Espanya
- I92: Observatori d'Astreo, Mairena del Aljarafe, Espanya
- I93: St Pardon de Conques, França
- I94: Observatori Rho Ophiocus, Las Rozas de Madrid, Espanya
- I95: Observatori de la Hita, Espanya
- I96: Observatori de Hyperion, Urbanizacion Caraquiz, Espanya
- I97: Observatori de Penn Heights, Rickmansworth, Regne Unit
- I98: El Berrueco, Espanya
- I99: Observatori Blanquita, Vaciamadrid, Espanya

## J00-J99
- J00: Segorbe, Castelló, Espanya
- J01: Observatori Cielo Profundo, Oviedo, Espanya
- J02: Busot, Espanya
- J03: Observatori de Gothers, St. Dennis
- J04: Estació Terrestre Òptica de l'ESA, Tenerife, Illes Canàries, Espanya
- J05: Observatori de Bootes, Boecillo
- J06: Observatori Astronòmic de Trent, Clifton
- J07: Observatori de SPAG Monfragüe, Palazuelo-Empalme
- J08: Observatori de Zonalunar, Puzol, València, Espanya
- J09: Balbriggan
- J10: Alacant Alacant, Espanya
- J11: Matosinhos
- J12: Caraquiz
- J13: Telescopi Liverpool-La Palma, La Palma, Illes Canàries, Espanya (Observatori de Roque de los Muchachos)
- J14: La Corte
- J15: Muxagata
- J16: Observatori d'An Carraig, Irlanda del Nord Unit/ Observatori d'An Carraig[Enllaç no actiu]
- J17: Ragdon
- J18: Observatori de Dingle, Montgomery, Gal·les, Regne Unit
- J19: El Maestrat
- J20: Aravaca
- J21: El Boalo
- J22: Observatori de Tacande, La Palma, Illes Canàries, Espanya
- J23: Centre Astronomique de La Couyere
- J24: Observatori d'Altamira, Illes Canàries, Espanya
- J25: Observatori de Penamayor, Nava
- J26: The Spaceguard Centre, Knighton
- J27: Observatori de El Guijo[Enllaç no actiu], Espanya
- J28: Jaén, Espanya (Observatori de Jaén Arxivat 2010-06-09 a Wayback Machine.)
- J29: Observatori de Nira, Tias
- J30: Observatori de Ventilla, Madrid
- J31: La Axarquia
- J32: Aljaraque
- J33: University of Hertfordshire Obs., Bayfordbury
- J34: La Fecha
- J35: Observatori de Tucci, Martos
- J36: Observatori de DiezALaOnce, Illana
- J37: Huelva
- J38: Observatori de La Vara, Valdés
- J39: Ingenio
- J40: Málaga, Espanya
- J41: Raheny
- J42: Puzol València, Espanya
- J43: Observatori d'Oukaïmeden, Marroc
- J44: Observatori de Iturrieta, Alava
- J45: Observatori de Montana Cabreja Vega de San Mateo, Gran Canària.
- J46: Observatori de Montana Blanca, Tias
- J47: Observatori de Nazaret
- J48: Observatory de Mackay, La Laguna
- J49: Santa Pola
- J50: La Palma-NEON, Illes Canàries, Espanya
- J51: Observatori Atlante, Tenerife, Illes Canàries, Espanya
- J52: Observatori de Pinsoro
- J53: Posadas
- J54: Telescopi Robòtic Bradford, Tenerife, Illes Canàries, Espanya
- J55: Observatori de Los Altos de Arguineguin
- J56: Observatori de La Avejerilla
- J57: Centre Astronòmic l'Alt Túria, València, Espanya
- J58: Observatori de Brynllefrith, Llantwit Fardre, Gal·les, Regne Unit
- J59: Observatori de Linceo, Santander
- J60: Observatori de Tocororo, Arquillinos
- J61: Observatori de Brownstown, Kilcloon
- J62: Observatori de Kingsland, Boyle
- J63: San Gabriel
- J64: La Mata
- J65: Celbridge
- J66: Kinver
- J67: Observatori La Puebla de Vallbona
- J68: Observatori de Tweenhills, Hartpury, Gloucestershire, Anglaterra, Regne Unit
- J69: Observatori del Nord, Clanfield, Regne Unit
- J70: Obs. Astronòmic Vega del Thader Arxivat 2010-07-22 a Wayback Machine., El Palmar
- J71: Observatori de Willow Bank, Lancashire, Anglaterra, Regne Unit
- J72: Valle del Sol
- J73: Quainton, Buckinghamshire, Anglaterra, Regne Unit (Observatori de Quainton)
- J74: Bilbao
- J75: Observatori Astronòmic de La Sagra, Espanya (Observatori Astronòmic de La Sagra)
- J76: La Murta, Espanya
- J77: Observatori de Golden Hill, Stourton Caundle, Dorset, Anglaterra, Regne Unit
- J78: Murcia
- J79: Observatori de Calarreona, Aguilas
- J80: Sainte Helene
- J81: Guirguillano
- J82: Leyland
- J83: Observatori d'Olive Farm, Hoghton
- J84: Observatori del Sud, Clanfield
- J85: Makerstoun
- J86: Observatori de Sierra Nevada, Espanya
- J87: La Cañada (Observatori de La Cañada, Àvila, Espanya)
- J88: Observatori de camp de Strawberry, Southampton
- J89: Observatori de Tres Cantos
- J90: West Challow
- J91: Observatori de l'Alt Empordà, Figueres
- J92: Beaconsfield
- J93: Observatori de Mount Tuffley, Gloucester, Anglaterra, Regne Unit
- J94: Abbeydale, Gloucester, Anglaterra, Regne Unit
- J95: Great Shefford, Berkshire, Anglaterra, Regne Unit
- J96: Observatori d'Aras de los Olmos (OAO) - Universitat de València, Aras de los Olmos, València, Espanya
- J97: Alginet, València, Espanya
- J98: Observatori de Manises, València, Espanya
- J99: Burjassot, València, Espanya

## Z00-Z99
- Z20: La Palma-MERCATOR
- Z69: Observatorio Mazagón Huelva
- Z71: Observatorio Norba Caesarina, Cáceres
- Z74: Amanecer de Arrakis, Sevilla
- Z75: Observatorio Sirius, Las Lomas
- Z76: Observatorio Carda, Villaviciosa
- Z83: Chicharronian 3C Observatory, Tres Cantos, Madrid
- Z88: Fosseway Observatoy, Stratton-on-the-Fosse
- Z92: West Park Observatory, Leeds
- Z95: Astronomía Para Todos Remote Observatory
- Z96: Observatorio Cesaraugusto
- Z97: OPERA Observatory, Saint Palais